# Algot Törnkvist
Algot Åkesson Törnkvist (i riksdagen kallad Törnkvist i Göteborg senare Törnkvist i Karlskrona), född 19 juli 1879 i Ronneby, död 13 september 1954 i Karlskrona, var en svensk tidningsman, fackföreningsman och politiker (socialdemokrat).

## Biografi

### Journalist och fackföreningsman
Törnkvist var elev vid Brunnsviks folkhögskola 1908–1909. Han var medarbetare i Lysekils-Kuriren 1907–1908, i Landskrona-Kuriren 1909, i Skånska Socialdemokraten 1910–1911, i Ny Tid 1912–1916, ordförande i Svenska eldarunionen 1917–1918, blev redaktör och ansvarig utgivare av  Blekinge Folkblad 1920, från 1921 hette tidningen Sydöstra Sveriges Dagblad. Han var kvar som redaktör till 1949. Han var bosatt i Karlskrona där tidningsredaktionen fanns.

### Politiska uppdrag
Han var ledamot av riksdagens andra kammare 1914–1919 och 1921-1950. Törnkvist blev landstingsman i Blekinge län från 1922 och han var vice ordförande i landstinget 1931, ordförande i landstinget från 1938. Han blev ledamot av stadsfullmäktige i Karlskrona från 1926, ordförande i stadsfullmäktige från 1935. Han var vice ordförande i statsutskottet i riksdagen 1944, statsrevisor 1936–1939, ordförande i statsrevisionen 1936–1939, ordförande i 1942 års försvarsutskott, ordförande i 1943 års första särskilda utskott, medlem av 1930 års försvarskommitté, ordförande i 1937 års skolmatsalssakkunniga, av Kunglig Majestätet utsedd ledamot av Lunds domkapitel från 1938, ledamot av försvarsväsendets lönenämnd från 1938, av statens sakrevision från 1944.

### Föreningar
Han var medlem av Publicistklubben, ordförande i sydöstra kretsen. Han var också medlem av Sveriges journalisters förening, Socialdemokratiska Arbetarpartiet och Svenska sjöfolksförbundet.

### Privatliv
Han var sedan 1912 gift med Ida Johannisson. De fick 2 barn.